# Арго
Арго̀ (на гръцки: Αργώ), е легендарен кораб, построен от корабостроителя Аргус от Йолк (днес в границите на Волос в Гърция) за пътешествието на Аргонавтите в търсене на Златното руно.
По време на Героичната епоха в годините преди Троянската война цар Пелий наследил с измама трона на йолкоския цар Езон. В опит да се отърве от синът му Язон, законен наследник на трона, го изпратил с непосилна задача – да стигне до Колхида по море и да донесе Златното руно.

## Конструкция
За дългото пътуване цар Пелий решил да построи кораб, а за негов строител избрал Аргус, син на Арестор от аргоския царски род. Опитен дърводелец, Аргус построил Арго воден от божествените напътствия на Атина.
Арго бил бърз и мореходен кораб, движен от петдесет гребци, съоръжен с мачта и правоъгълно ветрило, което да улавя попътните ветрове. Така стъкмен, той бил предшественик на класическата пентеконтера. Във вълнореза на Арго Атина заложила здрава дъбова планка от свещеното дърво на оракула в Додона. В критични за пътешествието моменти тя можела да дава прорицания с човешки глас.

## Екипаж
Екипаж на Арго били Аргонавтите – петдесет мъже герои, дошли от всички краища на Елада. Сред тях били Херкулес, Орфей, Пелей – бащата на Ахил и др.